# 창녕고등학교
창녕고등학교(昌寧高等學校)는 대한민국 경상남도 창녕군 대지면 효정리에 있는 사립 고등학교이다.

## 학교 연혁
- 1965년 8월 11일 : 학교법인 삼일학숙 설립 인가, 초대 지산 이이두 이사장 취임
- 1982년 10월 23일 : 창녕고등학교 설립 인가
- 1983년 3월 2일 : 개교 및 입학식, 초대 이길호 교장 취임
- 1986년 2월 3일 : 제1회 졸업장 수여식(졸업생 220명)
- 2003년 3월 24일 : 신관 교실 준공(8실)
- 2004년 1월 9일 : 도서관 준공
- 2006년 3월 2일 : 자율학교 지정
- 2008년 5월 15일 : 신관 기숙사(志山學舍) 준공
- 2009년 8월 4일 : 경상남도교육청 교과교실제(C형) 지정
- 2009년 12월 29일 : 자율학교 재지정(2010.3.1 - 2013.2.28)
- 2010년 5월 14일 : 인조잔디구장 준공
- 2014년 5월 30일 : 교기(축구) 지정
- 2020년 11월 23일 : 법인명 변경(지산교육재단 ▶ 벽진이문교육재단)
- 2021년 9월 1일 : 제14대 이성원 교장 취임
- 2022년 12월 30일 : 제38회 졸업 39명(누계 3,072명)
- 2023년 3월 22일 : 학교법인 벽진이문교육재단 이명중 이사장 취임

## 참고 자료
- 창녕고등학교 - 한국교육학술정보원 학교알리미